# Lista de prefeitos de Caratinga

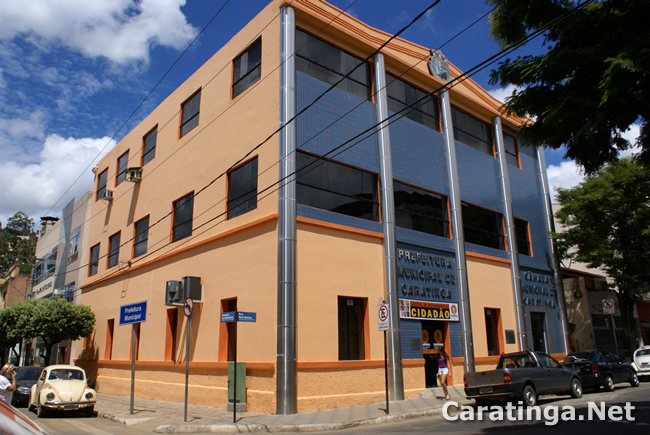
Sede da Prefeitura de Caratinga.

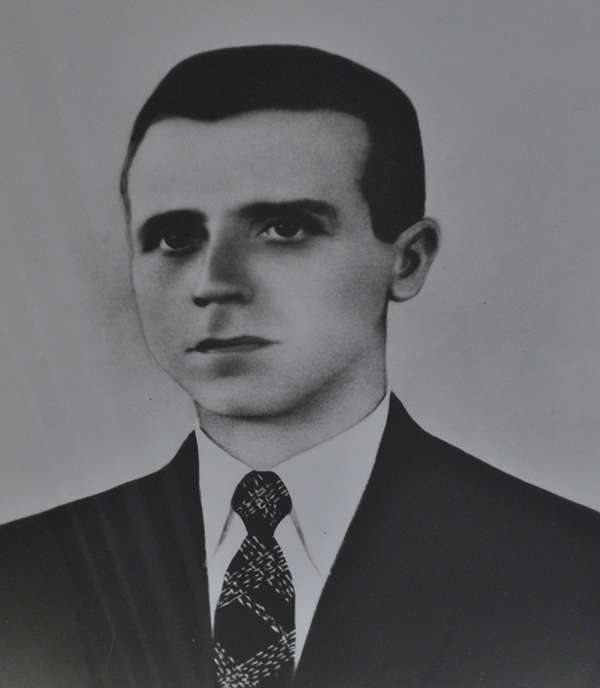
Omar Coutinho, prefeito de Caratinga no mandato 1936-1941.

Esta é a lista de prefeitos do município de Caratinga, estado brasileiro de Minas Gerais.
A administração municipal se dá pelos Poderes Executivo e Legislativo. O Executivo é exercido pelo prefeito, auxiliado pelo seu gabinete de secretários. O primeiro prefeito do município após a Revolução de 1930, quando houve a separação dos Poderes Executivo e Legislativo, foi Jorge Coura Filho, que governou entre 1931 e 1932. O Poder Legislativo, por sua vez, é constituído pela câmara municipal, composta por 17 vereadores. Cabe à casa elaborar e votar leis fundamentais à administração e ao Executivo, especialmente o orçamento participativo (Lei de Diretrizes Orçamentárias).
Em complementação ao processo Legislativo e ao trabalho das secretarias, existem também conselhos municipais em atividade, entre os quais direitos da criança e do adolescente (criado em 1991), tutelar (1991), direitos do idoso (2002), direitos da pessoa com deficiência (2009) e políticas para mulheres (2003). Caratinga se rege por sua lei orgânica, promulgada em 21 de abril de 1990, e abriga uma comarca do Poder Judiciário estadual, de entrância especial, tendo como termos os municípios de Bom Jesus do Galho, Córrego Novo, Entre Folhas, Imbé de Minas, Piedade de Caratinga, Pingo-d'Água, Santa Bárbara do Leste, Santa Rita de Minas, Ubaporanga e Vargem Alegre. O município possuía, em maio de 2017, 60 829 eleitores, de acordo com o Tribunal Superior Eleitoral (TSE), o que representa 0,391% do eleitorado mineiro.
| Nº                                                    | Nome                                                                           | Imagem                                       | Partido                                          | Início do mandato       | Fim do mandato                          | Observações                                                                    |
| Primeira República (1889–1930)                        |                                                                                |                                              |                                                  |                         |                                         |                                                                                |
| 1                                                     | Cel. Simphronio Fernandes                                                      |                                              | Partido Conservador PC                           | 7 de março de 1892      | 2 de janeiro de 1894                    | Presidente da Câmara e Agente Executivo                                        |
| 2                                                     | Cel. Joaquim José dos Santos Mestre                                            |                                              | Partido Republicano Mineiro PRM                  | 2 de janeiro de 1894    | 5 de outubro de 1895                    | Agente Executivo                                                               |
| 3                                                     | Cel. Antônio da Silva Araújo                                                   |                                              | Partido Republicano Mineiro PRM                  | 5 de outubro de 1895    | 2 de janeiro de 1899                    | Agente Executivo                                                               |
| 4                                                     | Cel. Rafael da Silva Araújo                                                    |                                              | Partido Republicano Mineiro PRM                  | 2 de janeiro de 1899    | 23 de dezembro de 1903                  | Agente Executivo (2 mandatos seguidos)                                         |
| 5                                                     | Cel. Joaquim Monteiro de Abreu                                                 |                                              | Partido Republicano Mineiro PRM                  | 23 de dezembro de 1903  | 5 de setembro de 1907                   | Agente Executivo                                                               |
| 6                                                     | Cel. José Antônio Ferreira Santos                                              |                                              | Partido Republicano Mineiro PRM                  | 5 de setembro de 1907   | 1º de janeiro de 1919                   | Agente Executivo                                                               |
| 7                                                     | Cel. Antônio da Silva Araújo                                                   |                                              | Partido Republicano Mineiro PRM                  | 1º de janeiro de 1919   | 2 de janeiro de 1927                    | Agente Executivo                                                               |
| 8                                                     | Dr. Agenor Ludgero Alves                                                       |                                              | Partido Republicano Mineiro PRM                  | 2 de janeiro de 1927    | 11 de fevereiro de 1931                 | Agente Executivo                                                               |
| Segunda e Terceira República — Era Vargas (1930–1945) |                                                                                |                                              |                                                  |                         |                                         |                                                                                |
| 9                                                     | Jorge Coura Filho                                                              |                                              | Partido Republicano Mineiro PRM                  | 11 de fevereiro de 1931 | 5 de setembro de 1932                   | Prefeito nomeado                                                               |
| 10                                                    | João Jovino Motta                                                              |                                              | Partido Progressista PP                          | 5 de setembro de 1932   | 1º de janeiro de 1935                   | Prefeito nomeado                                                               |
| —                                                     | Geraldo Soares de Albergaria                                                   |                                              | Partido Progressista PP                          | 1º de janeiro de 1935   | 15 de novembro de 1936                  | Prefeito interino                                                              |
| 11                                                    | Omar Coutinho                                                                  |                                              | Partido Progressista PP                          | 15 de novembro de 1936  | 4 de junho de 1941                      | Prefeito nomeado                                                               |
| —                                                     | José Celso Valadares Pinto                                                     |                                              | Partido Nacionalista de Minais Gerais PNM        | 4 de junho de 1941      | setembro de 1941                        | Prefeito interino                                                              |
| 12                                                    | José Augusto Ferreira Filho                                                    |                                              | Partido Social Democrático PSD                   | setembro de 1941        | 22 de fevereiro de 1946                 | Prefeito nomeado                                                               |
| Quarta República (1945–1964)                          |                                                                                |                                              |                                                  |                         |                                         |                                                                                |
| —                                                     | José de Almeida Soares                                                         |                                              | Partido Social Democrático PSD                   | 22 de fevereiro de 1946 | 31 de janeiro de 1947                   | Prefeito interino                                                              |
| 13                                                    | Delmiro Alvim Machado                                                          |                                              | Partido Social Democrático PSD                   | 31 de janeiro de 1947   | 1º de janeiro de 1951                   | Prefeito eleito em sufrágio universal                                          |
| —                                                     | Reginaldo Machado Netto                                                        |                                              | Partido Social Democrático PSD                   | 1º de janeiro de 1951   | 31 de janeiro de 1951                   | Prefeito interino                                                              |
| 14                                                    | Euclydes Etiene Arreguy, Dr. Maninho                                           |                                              | Partido Social Democrático PSD                   | 31 de janeiro de 1951   | 31 de janeiro de 1955                   | Prefeito eleito em sufrágio universal                                          |
| 15                                                    | Joaquim Vicente Bomfim                                                         |                                              | Partido Social Democrático PSD                   | 31 de janeiro de 1955   | 1º de maio de 1958                      | Prefeito eleito em sufrágio universal                                          |
| —                                                     | Antonio Machado da Cunha                                                       |                                              | Partido Social Democrático PSD                   | 1º de maio de 1958      | 1º de junho de 1958                     | Prefeito interino                                                              |
| 16                                                    | Euclydes Etiene Arreguy, Dr. Maninho (Caratinga, 05.04.1917–)                  |                                              | Partido Social Democrático PSD                   | 1º de junho de 1958     | 12 de junho de 1959                     | Prefeito eleito falecido durante o mandato                                     |
| 17                                                    | José de Paula Maciel                                                           |                                              | Partido Social Democrático PSD                   | 12 de junho de 1959     | 31 de janeiro de 1963                   | Vice-prefeito eleito no cargo de prefeito                                      |
| 18                                                    | Milton Chagas                                                                  |                                              | Aliança Renovadora Nacional ARENA                | 31 de janeiro de 1963   | 31 de janeiro de 1967                   | Prefeito eleito em sufrágio universal                                          |
| Quinta República (1964–1985)                          |                                                                                |                                              |                                                  |                         |                                         |                                                                                |
| 19                                                    | Antônio de Araújo Cortes                                                       |                                              | Aliança Renovadora Nacional ARENA                | 31 de janeiro de 1967   | 31 de janeiro de 1971                   | Prefeito eleito em sufrágio universal                                          |
| 20                                                    | José de Paula Maciel                                                           |                                              | Aliança Renovadora Nacional ARENA                | 31 de janeiro de 1971   | 1º de fevereiro de 1973                 | Prefeito eleito em sufrágio universal                                          |
| 21                                                    | Moacyr de Mattos (04.08.1915–)                                                 |                                              | Aliança Renovadora Nacional ARENA                | 1º de fevereiro de 1973 | 1º de fevereiro de 1977                 | Prefeito eleito em sufrágio universal                                          |
| 22                                                    | João da Costa Mafra, João do Tino (Inhapim, 13.08.1926– Caratinga, 09.11.1991) |                                              | Aliança Renovadora Nacional ARENA                | 1º de fevereiro de 1977 | 1º de fevereiro de 1983                 | Prefeito eleito em sufrágio universal                                          |
| Sexta República, ou Nova República (1985–presente)    |                                                                                |                                              |                                                  |                         |                                         |                                                                                |
| 23                                                    | Anselmo Bonifácio, Fabinho (Abaeté, 09.06.1935– Caratinga, 02.04.2010)         |                                              | Partido do Movimento Democrático Brasileiro PMDB | 1º de fevereiro de 1983 | 1º de janeiro de 1989                   | Prefeito eleito em sufrágio universal                                          |
| 24                                                    | Eduardo Daladier Pereira (Abaeté, 09.06.1935– Caratinga, 24.12.2000)           |                                              | Partido da Frente Liberal PFL                    | 1º de janeiro de 1989   | 1º de janeiro de 1993                   | Prefeito eleito em sufrágio universal                                          |
| 25                                                    | Dário da Anunciação Grossi (–14.04.19??)                                       |                                              | Partido do Movimento Democrático Brasileiro PMDB | 1º de janeiro de 1993   | 1º de janeiro de 1997                   | Prefeito eleito em sufrágio universal                                          |
| 26                                                    | José de Assis Costa                                                            |                                              | Partido do Movimento Democrático Brasileiro PMDB | 1º de janeiro de 1997   | 1º de janeiro de 2001                   | Prefeito eleito em sufrágio universal                                          |
| 27                                                    | Ernani Campos Porto (Muriaé, 03.04.1954–)                                      |                                              | Partido Socialista Brasileiro PSB                | 1º de janeiro de 2001   | 1º de janeiro de 2005                   | Prefeito eleito em sufrágio universal                                          |
| 27                                                    | Ernani Campos Porto (Muriaé, 03.04.1954–)                                      | Partido da Social Democracia Brasileira PSDB | 1º de janeiro de 2005                            | 1º de janeiro de 2009   | Prefeito reeleito em sufrágio universal |                                                                                |
| 28                                                    | João Bosco Pessine Gonçalves (Cachoeiro do Itapemirim, 22.01.1956–)            |                                              | Partido dos Trabalhadores PT                     | 1º de janeiro de 2009   | 9 de maio de 2012                       | Prefeito eleito em sufrágio universal que teve o mandato cassado judicialmente |
| —                                                     | Aluisio Motta Palhares (Belo Horizonte, 17.08.1964–)                           |                                              | Partido Social Democrático PSD                   | 9 de maio de 2012       | 23 de maio de 2012                      | Vice-prefeito eleito no cargo de prefeito                                      |
| _                                                     | João Bosco Pessine Gonçalves (Cachoeiro do Itapemirim, 22.01.1956–)            |                                              | Partido dos Trabalhadores PT                     | 23 de maio de 2012      | 1º de janeiro de 2013                   | Foi cassado judicial e retornado ao cargo, novamente por decisão judicial      |
| 29                                                    | Marco Antônio Ferraz Junqueira (Caratinga, 05.07.1961–)                        |                                              | Partido Trabalhista Brasileiro PTB               | 1º de janeiro de 2013   | 1º de janeiro de 2017                   | Prefeito eleito em sufrágio universal                                          |
| 30                                                    | Welington Moreira de Oliveira (Januária, 27.12.1962–)                          |                                              | Democratas DEM                                   | 1º de janeiro de 2017   | 1º de janeiro de 2021                   | Prefeito eleito em sufrágio universal                                          |
| 30                                                    | Welington Moreira de Oliveira (Januária, 27.12.1962–)                          | Partido Social Democrático PSD               | 1º de janeiro de 2021                            | 1º de janeiro de 2025   | Prefeito reeleito em sufrágio universal |                                                                                |
| 31                                                    | Giovanni Corrêa da Silva (Caratinga, 21.03.1960–)                              |                                              | Partido Liberal PL                               | 1º de janeiro de 2025   | Atual                                   | Prefeito eleito em sufrágio universal                                          |